# Studentské volby
Studentské volby jsou vzdělávacím projektem programu JSNS organizace Člověk v tísni. 
Cílem Studentských voleb je přiblížit středoškolákům základní demokratické principy, seznámit je s volebním systém České republiky a podpořit dialog týkající se správy veřejných věcí jak mezi studenty navzájem, tak mezi studenty a jejich vyučujícími či rodiči. V neposlední řadě je jejich cílem také zvýšit účast prvovoličů a mladých lidí v řádných volbách. 
Na přípravu, průběh a zveřejnění výsledků nemá vliv žádný politický subjekt.
„V souvislosti se školní výukou často zaznívá, že ´politika do škol nepatří´. Pro mnohé to je jakési zaklínadlo, požadavek bez racionálního obsahu. Přitom z našich opakovaných výzkumů zpracovaných agenturou Median vyplývá, že škola nedostatečně reflektuje aktuální témata, problémy a výzvy současného světa. Na otázku „Co je pro vás nejčastější zdroj informací o společenských a politických tématech?“, se škola v žebříčku možností ocitá vždy na posledním místě, za televizí, internetem, rodinnými příslušníky, dalšími médii, kamarády a známými. Za důležitý považuji ještě jeden výsledek zmiňovaného výzkumu. Jen 20 % středoškoláků si myslí, že mohou ovlivnit řešení společenských problémů. To mimo jiné znamená, že nevěří principům zastupitelské demokracie. Dostáváme se tak vlastně zpátky k volbám,“ říká v rozhovoru ředitel programu JSNS Karel Strachota.

## Činnost
Možnost volit mají studenti starší 15 let ze škol, které se do Studentských voleb zapojily. Vlastní volby na školách probíhají obdobným způsobem jako volby skutečné: studenti sestaví volební komise a připraví volební místnosti s urnou a plentou, za níž voliči zaškrtávali na volebních lístcích jednotlivé politické strany, hnutí nebo koalice, které v reálných volbách kandidují. Vše probíhalo pod vedením jednoho pedagoga.
První Studentské volby proběhly v roce 2010 a jednalo se o volby do Poslanecké sněmovny Parlamentu České republiky. Následovaly volby do zastupitelstev krajů (2012), prezidentské volby (2012), předčasné parlamentní volby (2013), volby do Evropského parlamentu (2014), do krajských zastupitelstev (2016), parlamentní volby (2017), prezidentské volby 1. (2017) a 2. kolo (2018), volby do Zastupitelstva hlavního města Prahy (2018) a volby do Evropského parlamentu (2019).
Do Studentských voleb se pravidelně zapojuje okolo 300 škol po celé České republice.